# مايلستيدت (إلينوي)
مايلستيدت (بالإنجليزية: Millstadt, Illinois)‏ هي منطقة سكنية تقع في الولايات المتحدة في إلينوي. يقدر عدد سكانها بـ 41,410 نسمة .

## التركيبة السكانية
حدّد مكتب تعداد الولايات المتحدة بيانات التركيبة السكانية لمايلستيدت في تعداد الولايات المتحدة. في ما يلي، التركيبة السكانية حسب تعدادي 2000 و2010.

### تعداد عام 2000
بلغ عدد سكان مايلستيدت 2,794 نسمة بحسب تعداد عام 2000، وبلغ عدد الأسر 1,148 أسرة وعدد العائلات 814 عائلة مقيمة في القرية. في حين سجلت الكثافة السكانية 294.4 نسمة لكل كيلومتر مربع (762.5/ميل2). وبلغ عدد الوحدات السكنية 1,196 وحدة بمتوسط كثافة قدره 126 لكل كيلومتر مربع (326.3/ميل2).
وتوزع التركيب العرقي للقرية بنسبة 98.68% من البيض و0.25% من الأمريكيين الأصليين و0.25% من الأمريكيين ذوي الأصول الآسيوية و0.29% من الأعراق الأخرى و0.54% من عرقين مختلطين أو أكثر و0.75% من الهسبانيون أو اللاتينيون من أي عرق.
بلغ عدد الأسر 1,148 أسرة كانت نسبة 33.2% منها لديها أطفال تحت سن الثامنة عشر تعيش معهم، وبلغت نسبة الأزواج القاطنين مع بعضهم البعض 59.1% من أصل المجموع الكلي للأسر، ونسبة 8.9% من الأسر كان لديها معيلات من الإناث دون وجود شريك،  بينما كانت نسبة 2.9% من الأسر لديها معيلون من الذكور دون وجود شريكة وكانت نسبة 29.1% من غير العائلات. تألفت نسبة 25.3% من أصل جميع الأسر من عدة أفراد يعيشون في نفس المنزل ونسبة 12.5% كانت تتألف من شخص يعيش بمفرده يبلغ من العمر 65 عاماً أو أكثر. وبلغ متوسط حجم الأسرة المعيشية 2.43، أما متوسط حجم العائلات فبلغ 2.92.
بلغ العمر الوسطي للسكان 38.9 عاماً. وكانت نسبة 23.7% من القاطنين تحت سن الثامنة عشر، وكانت نسبة 7.6% بين الثامنة عشر والرابعة والعشرين عاماً، ونسبة 28.6% كانت واقعةً في الفئة العمرية ما بين الخامسة والعشرين والرابعة والأربعين عاماً، ونسبة 22.9% كانت ما بين الخامسة والأربعين والرابعة والستين، ونسبة 17.3% كانت ضمن فئة الخامسة والستين عاماً فما فوق. يوجد لكل 100 أنثى 91.5 ذكر، ويوجد لكل 100 أنثى في الثامنة عشر من عمرها فما فوق 87.5 ذكر.
بلغ متوسط دخل الأسرة في القرية 47,824 دولارًا، أما متوسط دخل العائلة فبلغ 56,378 دولارًا. وكان متوسط دخل الذكور 40,893 دولارًا مقابل 27,196 دولارًا للإناث. وسجل دخل الفرد الخاص بالقرية 21,914 دولارًا. وكانت نسبة 3.2% من العائلات ونسبة 4% من السكان تحت خط الفقر، وكان من هؤلاء نسبة 5.9% تحت سن الثامنة عشر ونسبة 5.1% في الخامسة والستين من العمر وما فوق.

### تعداد عام 2010
بلغ عدد سكان مايلستيدت 4,011 نسمة بحسب تعداد عام 2010، وبلغ عدد الأسر 1,645 أسرة وعدد العائلات 1,144 عائلة مقيمة في القرية. في حين سجلت الكثافة السكانية 422.7 نسمة لكل كيلومتر مربع (1,094.8/ميل2). وبلغ عدد الوحدات السكنية 1,722 وحدة بمتوسط كثافة قدره 181.5 لكل كيلومتر مربع (470.1/ميل2).
وتوزع التركيب العرقي للقرية بنسبة 98.55% من البيض و0.20% من الأمريكيين الأفارقة و0.12% من الأمريكيين الأصليين و0.27% من الأمريكيين ذوي الأصول الآسيوية و0.12% من الأعراق الأخرى و0.72% من عرقين مختلطين أو أكثر و1% من الهسبانيون أو اللاتينيون من أي عرق.
بلغ عدد الأسر 1,645 أسرة كانت نسبة 32.8% منها لديها أطفال تحت سن الثامنة عشر تعيش معهم، وبلغت نسبة الأزواج القاطنين مع بعضهم البعض 56.7% من أصل المجموع الكلي للأسر، ونسبة 9.3% من الأسر كان لديها معيلات من الإناث دون وجود شريك،  بينما كانت نسبة 3.5% من الأسر لديها معيلون من الذكور دون وجود شريكة وكانت نسبة 30.5% من غير العائلات. تألفت نسبة 25.9% من أصل جميع الأسر من عدة أفراد يعيشون في نفس المنزل ونسبة 12.2% كانت تتألف من شخص يعيش بمفرده يبلغ من العمر 65 عاماً أو أكثر. وبلغ متوسط حجم الأسرة المعيشية 2.44، أما متوسط حجم العائلات فبلغ 2.94.
بلغ العمر الوسطي للسكان 40.0 عاماً. وكانت نسبة 23.9% من القاطنين تحت سن الثامنة عشر، وكانت نسبة 6.1% بين الثامنة عشر والرابعة والعشرين عاماً، ونسبة 26.1% كانت واقعةً في الفئة العمرية ما بين الخامسة والعشرين والرابعة والأربعين عاماً، ونسبة 28.3% كانت ما بين الخامسة والأربعين والرابعة والستين، ونسبة 15.5% كانت ضمن فئة الخامسة والستين عاماً فما فوق. وتوزع التركيب الجنسي للسكان بنسبة 48.1% ذكور و51.9% إناث.

## أعلام
- تيد بانكر